# Оймяконское плоскогорье
Оймяко́нское плоско́горье (также Оймяко́нское наго́рье) — плоскогорье, расположенное в бассейне верхнего течения реки Индигирка, на территории республики Саха-Якутия, РФ. Входит в состав системы Яно-Оймяконского нагорья. Ограничено хребтами Сунтар-Хаята и Тас-Кыстабыт. Оймяконское плоскогорье сложено средневысокими массивами (максимальная высота — гора Джакай-Таса высотой 1891 м), перемежающимися с песчаными грядами и вкраплениями гранитов. Высотная поясность из 2 зон. До высоты 1200 м плоскогорье покрывает таёжно-лиственничное редколесье, данее простираются горные тундры. Междуречья плоские. В межгорных котловинах зимой задерживается морозный воздух. Мировую известность получила Оймяконская впадина, где средняя температура января составляет порядка -50 °С.